# Gallegos (Láncara)
Gallegos (llamada oficialmente Santa Mariña de Galegos) es una parroquia y una aldea española del municipio de Láncara, en la provincia de Lugo, Galicia.

## Organización territorial
La parroquia está formada por dos entidades de población:
- Galegos
- Vigo de Galegos

## Demografía

### Parroquia
| Gráfica de evolución demográfica de Gallegos (parroquia) entre 2000 y 2020 |
|                                                                            |
| Datos según el nomenclátor publicado por el INE.                           |

### Aldea
| Gráfica de evolución demográfica de Galegos (aldea) entre 2000 y 2020 |
|                                                                       |
| Datos según el nomenclátor publicado por el INE.                      |